# Падіння лімеса
 Падіння лімеса (англ. Limesfall) — термін, що описує відмову Римської імперії в середині III століття від Верхньогермансько-Ретійського лімесу і виведення солдатів з провінцій за межами Дунаю і Рейну до ліній цих річок.
У минулому основним поясненням того, що сталося, вважався так званий алеманський шторм, в ході якого збройний тиск з боку варварів змусив римлян залишити територію на схід від Рейну і на північ від Дунаю. Проте археологічні розкопки і переоцінка літературних джерел виявили, що цей процес мав складну природу і став багаторічним результатом занепаду прикордонних провінцій і громадянської війни, що супроводжував кризу III століття . У результаті до 259/260 року відбулася фактична відмова від Декуматських полів та переведення кордону до Дунаю та Рейну.

## Історія вивчення

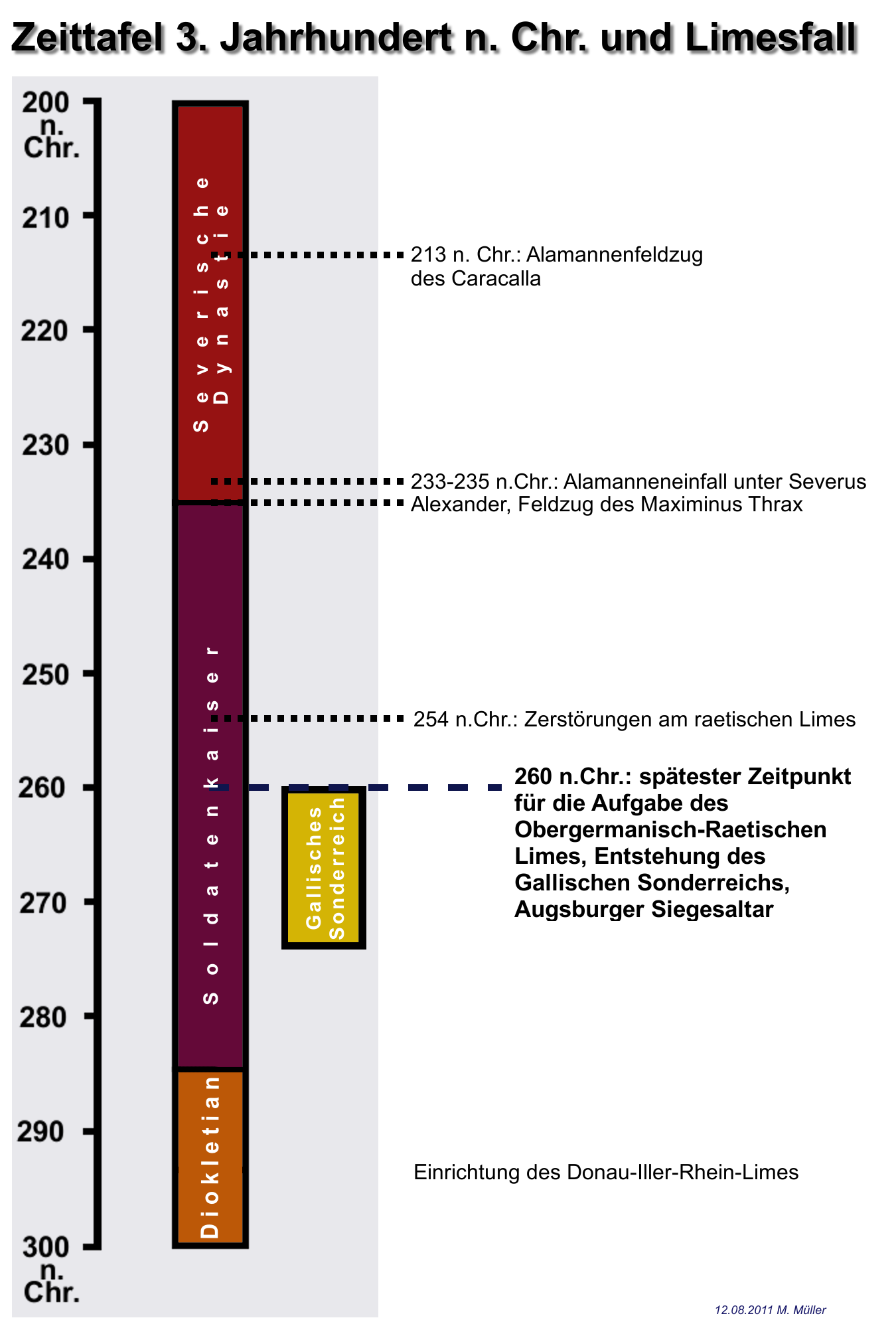
Хронологія падіння лімесу та римської імперії у III ст.

Роздуми на тему історичного підоплювання відмови від верхньонімецько-рейтиського лімесу та датування цієї події точаться давно. Німецький історик Теодор Моммзен писав у 1885 році:
|  | У той час ціла низка квітучих римських міст була спустошена варварами, що вторглися, а правий берег Рейна був назавжди втрачений для римлян . |

Аналогічні висновки було зроблено ініційованою вченим імперською лімесною комісією . Археолог Георг Вольф заявив у 1916 році:
|  | Відступ до другої, додаткової лінії, за загальним визнанням, викликано численними проривами, тим, що ми звикли називати завоювання лімесу германцями.. |

У той час у дослідженнях все ще домінували військові аспекти, тому природно було припустити, що прикордонна стіна була взята зовнішніми ворогами. Але і тоді відсутність археологічних знахідок не могла дати повного підтвердження цієї теорії. Нумізматика знайшла в околицях колишнього регіону Лемеса монету, датовану пізніше 260 років. Ранні середньовічні археологи висловлювали сумніви щодо датування подій і вказували на близьке розташування багатьох ранніх поселень. Останні палеоботанічні дослідження показали, що пізній період леми збігся з рядом істотних змін в навколишньому середовищі .
Перші сумніви, що «Падіння лимеса» відбулося під час збройних дій, виникли і натомість виявлення частково нерозривних рядів монет. Эрнст Фабрициус в 1927 році в рамках датування вищевказаного явища відвів велику увагу знахідках в руїнах римських фортець Заальбург, Каперсбург, Нідербібер і Ягстхаузен . ВВивчивши монети та написи, він дійшов висновку, що до 260 року ці укріплення були занедбані або, що менш імовірно, зруйновані [7]. При цьому він визнав, що навіть після втрати цієї лінії укріплень римляни зберігали контроль (можливо, тимчасово) над частиною правого берега Рейну до середини IV століття [7].
Поки історики НДР оцінювали падіння лімесу як ліквідацію вже ослабленого римського рабовласницького порядку, з ФРН зацікавилися роботою Фабриціуса і виявленими ним похованнями монет і точним датуванням часу падіння лімесу (Гель Останній на основі знахідок у районі фортець Альтебург та Гроскротценбург розраховував позначити основні райони проживання римлян у цьому регіоні. Територія навколо нинішнього Вісбадена (Aquae Mattiacorum) була залишена римлянами в епоху пізньої античності після відмови від кордону на Рейні.
У 1980-х і 1990-х роках почали з'являтися заклики до більшої обережності при побаченні і не розглядати 260 як крайність. У 1988 році Дітер Планк запропонував не відмовлятися від пізнішої дати відходу римлян [12] У 1990 році Ганс Ульріх Нубер у свою чергу вказав на суперечливий характер питання про лемів, вказавши в своїх роботах фактор внутрішнього стану імперії. [13]
Виявлення у 1992 році аугсбурзького вівтаря перемоги змінило загальну думку щодо причин падіння лімесу, підтвердивши версію Г. У. Нубера про роль конфліктів усередині самого Риму. До цього не було відомо, що провінція Реція до 260 року належала Галльській імперії на чолі з Постумом . У тому року державний музей Вюртемберга організував присвячену лимесу виставку Нове відкриття сильно оживило наукові дебати. У 1995 році в музеї Заальбурга відбувся науковий колоквіум і спеціальна виставка, присвячена виявленому вівтарю . Завдяки міждисциплінарним підходам до природничих наук та нумізматики індивідуальні аспекти епохи падіння лімесу отримали найкраще наукове висвітлення. Недавні публікації з цієї теми уникають колишніх трактувань у дусі військової теорії, бо нині події 259/260 рр. розглядаються у комплексі довгострокового розвитку із низкою індивідуальних питань.

## Римський кордон у III столітті
Кордон між Рейном і Верхньогермансько-Ретійськими лімесом (яку Тацит називав Декуматськими полями) з часів німецьких воєн Доміціана пережила 100 мирних років, крім дрібних регіональних конфліктів. Pax romana був заснований на діючій системі Лаймса, під захистом якої були створені невеликі міста, що процвітали, з цивільною адміністрацією (civitates) і всеосяжною системою сільських вілл. Дислоковані у фортах лимеса війська з їх верховими та тягловими тваринами гарантували постійний високий попит на сільськогосподарську продукцію і водночас гарантували функціонувальну економічну, адміністративну та поселенську систему.
Ця система особливо добре працювала у ІІ столітті. Схоже прикордонний регіон швидко оговтався від незначних нападів, що трапилися можливо під час маркоманської війни, про що свідчать знахідки скарбів монет і періодичні горизонти руйнувань на віллах між 160 і 180 роками, У Таунусі лімес був посилений численними фортами в Хольцйер-Кельзель-Кельзель Кельзеберг Кельцберг Кельцберг Кельц. Багато римських віллів і міст були побудовані в основному з каменю тільки на початку III століття.
Значний спад життя в прикордонному регіоні став помітний лише з другої третини III століття, коли військові вже не могли гарантувати необхідну безпеку через внутрішні суперечки. Ослаблення римських збройних сил через події рівня повстання Махрера наприкінці II століття залишається спірним питанням. В результаті едикту Каракалли служба в силах безпеки Лімеса стала непривабливою, оскільки всі вільні жителі імперії отримали римське громадянство. [17] На решті території Німеччини, яка перебувала за межами імперії, алемани і франки вийшли з численних дрібних племен як нові небезпечні вороги.
Похід Каракали 213 році стабілізував ситуацію на кілька років. Можливо, в цьому випадку перехід у Далкінген був розширений до тріумфального пам'ятника. Але вторгнення алеманів з 233 до 235 року мало руйнівні наслідки для прикордонного регіону. Оскільки верхньонімецька армія надала свої найсильніші формування, зокрема кавалери. , для перської кампанії Олександра Півночі, решта сил не змогли надати ефективного опору. При цьому сам лімес не були суто військовим укріпленням, а насамперед служив для управління переміщенням товарів та людей.
Зростаюча нестабільність імперії також відіграла важливу роль: перед великою кількістю громадянських воєн здатність римлян піклуватися про захист кордонів зменшилася . Ситуація з безпекою різко погіршилася приблизно із 230 року. Крім різних руйнувань у кількох фортах та поселеннях, надзвичайний стан населення стає відчутним завдяки численним закопаним монетним скарбам, які згодом вже не могли бути забрані їхніми власниками. Такі знахідки були зроблені, серед іншого, у Ніде-Хеддернхаймі. ] і форт Обер-Флорштадт. Після останнього походу під командуванням Максиміна Фракійця в 235 році почалися смутні часи солдатських імператорів . Зважаючи на нестабільну ситуацію, багато поселень лімесу або не були відновлені, або були відновлені в дуже обмеженій мірі. Однак написи на кам'яних пам'ятниках і стінах свідчать про бажання населення, що залишилося, самоствердитися. .
Проте, зменшення населення внаслідок втечі або збройного конфлікту також очевидне. Жертви серед цивільного населення від мародерства солдатами і грабіжниками задокументовані в написах: фраза «Latronibus interfectus» («убитий грабіжниками») починає частіше з'являтися в могильних написах.

### Екологічні проблеми
Ще 1932 року Оскар Парет виявив, що римляни надмірно експлуатували ліс. Оскільки в ту епоху використання бурого та кам'яного вугілля було маловідомим, не лише форти, міста та вілли з їхніми ванними кімнатами, кухнями та системами опалення залежали від цього ресурсу, а й ручне виробництво.
Відсутність доступного джерела енергії в провінції можна розпізнати за різними ознаками, починаючи з III століття. Скорочення кількості купалень у фортах, наприклад, у Райнау-Буху, Ширенгофі, Остербуркені та Вальдюрні, підтверджує тезу Паретса, як і записи команд лісозаготівель приблизно з 214 року, які були виявлені у численних місцях фортів на Майні. Цілями груп, ймовірно, були лісові низькогірні хребти Чпесарт або Оденвальд. Дендрохронологічні дослідження деревини Leme Chistocoos показали, що вона не була відновлена   в III столітті і, ймовірно, через відсутність деревини була замінена земляними стінами і ямами у Верхній Німеччині або стіною в Раетії.
З часів Парета наукові методи, такі як археоботаніка, дендрохронологія та четвертинна геологія, дозволили по-новому поглянути на екологічні проблеми III століття. Пилкові діаграми римських відкладень (тут, зокрема, колодязі у східній частині форту Вельтшайд [30]) показують збільшення кліренсу через зменшення кількості пилку дерев порівняно з пилковою травою та травами. Завдяки рясному вирубуванню в існуючих лісових районах швидкозростаючі хвойні породи змогли переважати над повільно зростаючими деревами і дубом. Для поліпшення транспортних умов від дерев, особливо віддавали перевагу очищенню річкових долин.
За дендрохронологією алюцидного лісового дуба та геологічними дослідженнями річкових відкладів можна показати, що кількість паводків у річках різко зросла між першим і третім століттями. Повені та сильні дощі спричинили ерозію ґрунтів на розчищених схилах, які були кращими сільськогосподарськими районами вілли Rusticae, і закладені в мули і заплави долин на висоті декількох метрів. У римські часи ці грунти не могли використовуватися. Тільки в 4-5 століттях рівень повеней в річках знизився, що дозволило використовувати заплави після їх висихання в середні століття.
Припущення, що ця проблема існувала у всіх римських прикордонних провінціях і вплинула на залишення декуматичних полів, нещодавно було оскаржене.

### Економічна криза
Домінуюча форма сільського поселення Villa rustica була надзвичайно схильна до кризи з ряду причин. Римські маєтки в районі Лемеса виробляли товари для місцевого ринку через обмежені транспортні засоби. Відмова від регулярних ринків (наприклад, через вилучення), відсутність персоналу під час збору врожаю, збільшення транспортних витрат або зниження врожайності ґрунту можуть призвести до втрати більшої кількості виробництва. На кордоні, в деяких регіонах, спостерігається стагнація в розширенні виробництва товарів вже до кінця другого століття. До кінця III століття більшість з них, здається, були покинуті своїми мешканцями, сліди руйнування зустрічаються відносно рідко. На відміну від великих володінь ліворуч від Рейну, які розширювалися ще в IV столітті, тенденція до скорочення можна було побачити 100 років тому на багатьох віллах на правій стороні Рейну.
Зміна ситуації з безпекою, можливо, спонукала багатьох мешканців переїхати до безпечних провінцій. Це посилило нестачу персоналу, яка торкнулася не лише армії, а й значно більшою мірою економіки.
Економічні проблеми були й у побуті жителів країни Декуматів. Імперські фонди та представницькі будівлі залишилися поза увагою. Держава намагалася протистояти інфляції за рахунок зниження вмісту срібла в антонініанах, які у розпал кризи мали лише тонке срібне покриття за незмінної номінальної вартості. У свою чергу, виробники та торговці мали підвищити свої ціни, що призвело до порочного кола. Створення з кінця II століття численних постів бенефіціаріїв у районі лімесу свідчить про спроби держави отримати додаткові доходи за рахунок мит.
Втрата купівельної спроможності резидентів супроводжувалася зниженням імпорту, що можна знайти у матеріалах знахідок на той час. З початку III століття Terra Sigillata з лівобережних майстерень (таких як Tabernae, сучасний Рейнцаберн) значно рідше потрапляла до регіонів лімесу та мала значно гіршу якість. Те саме стосується і імпортних продуктів, таких як оливкова олія і гарум, типові форми амфор яких зустрічалися все рідше. Вино, мабуть, було замінено своїм вирощеним у німецьких провінціях. Можна припустити, що місцеве населення намагалося таким чином компенсувати ввізні товари, що бракують. Відсилками до кризи також можна розглядати знахідки підроблених монет та їх литі форми, які були виявлені в Рістіссені, Роттенбурзі та Ротвейлі.

### Зміцнення міст
На початку III століття стінами були огороджені міста Ніда, Дієбург, Lopodunum (Ладенбург), Бад-Вімпфен, Sumelocenna (Роттенбург-ам-Неккар) та Arae Flaviae (Ротвайль). Винятки становили Aquae Mattiacorum (Вісбаден) та Aquae (Баден-Баден), де можна було розраховувати на близькість Рейну та розташованих там легіонів.
Ретельне будівництво вказує на планомірне будівництво міських стін, а не в умовах надзвичайної ситуації. В основному вони зменшували площу міста, тільки в Хеддернхаймі стіна була негабаритною.

#### Скорочення фортів
Занепад прикордонних земель супроводжувався також розпадом лемезької системи. Реакцією на відсутність живої сили стало закриття воріт фортів (Остербюркен, Ястхаузен, Ерінген) і скорочення лазень. Останні дослідження в фортах Кейпсбург і Мільтенберг-Ост показали, що в пізній період їх територія була скорочена до чверті свого початкового розміру.
В обох випадках для цього частина внутрішньої частини форту була розділена ще однією міцною поперечною стіною. На Каперсбурзі цей район включав хорреум, а також різні кам'яні будівлі, в тому числі, ймовірно, квартиру коменданта. Решта території укріплень ймовірно, займала громадянське поселення, що залишилося, оскільки стіни, мабуть, залишалися недоторканими до наших днів. Можливо, що там, на менш уразливих маршрутах, було введено скорочення, яке передбачило пізніші події, такі як у фортах Ейнінг чи Дормаген.

#### Германці у римських поселеннях
З ІІІ ст. у прикордонних районах проживали германці, які, ймовірно, іммігрували із північних районів. У кріпаках Таунус Лаймс (Заальбург і Цугмантель) вони документовані знахідками німецької кераміки. Розмежування житлових зон так само невпізнанно, як будівлі, що охороняються в німецькій споруді. Тому очевидно, що нові поселенці, можливо, як урядовий захід, були заселені серед попередніх жителів, можливо, в порожніх будинках вікусу. Є також німецькі знахідки у фортечних селах Райнау-Бух, Ягстхаузен та Обернбург-на-Майні. Це правда, що німців вже можна знайти у внутрішніх районах Лаймса в ранній імперський період, але їхні сліди губляться через романізацію у 2 столітті. З 3-го століття німецькі поселенці все частіше зустрічаються
У Нед-Хеддернхаймі присутність німців відстежується до III в. за знахідками кераміки та ручної фіброзної. Згідно з висновками, вони походять з рейнсько-везерсько-німецького регіону поблизу римського кордону. Могила німецького офіцера на римській службі змушує задуматися про наявність серед римлян загону найманців.
У будівлі римських лазень у Вурмлінгені є рідкісні свідчення того, що сільська вілла була перетворена алеманськими поселенцями. Будинок згорів у першій третині III століття, але поселенська діяльність тривала. У будівлі лазні інсталяція має типову німецьку стовпову конструкцію. Є також свідчення зносу лазень на віллах у Лауффені та Бондорфі та на міській віллі у Хайтерсхаймі. Обставини дедалі менше допускали спеціалізацію чи виробництво надлишків, і ферми поверталися до натурального господарства.